# Некрасов, Александр Николаевич
Александр Николаевич Некрасов (род. 20 июня 1963, Северодвинск, СССР) — российский политический и государственный деятель, предприниматель, сенатор Российской Федерации. Совладелец петербургского строительного холдинга «Лидер Групп». Член Коммунистической партии Российской Федерации. Член Совета Федерации (2020—2025). Входил в Комитет Совета Федерации по Регламенту и организации парламентской деятельности.
Депутат Государственной Думы Федерального Собрания Российской Федерации VI и VII созывов (до октября 2020 года).
Находится под международными санкциями стран Евросоюза, США, Великобритании и других стран

## Биография
Родился 20 июня 1963 года в городе Северодвинск Архангельской области. Его родители были рабочими. Окончил школу в 1977 году, а в 1978 году поступил в Северодвинский политехнический техникум, который окончил в 1982 году. В 1983 году начал обучение Карельском педагогическом институте. Одновременно с этим начал свою трудовую деятельность. Участник студенческих организаций и общественных движений, преимущественно левого толка. Период с сентября 1985 по август 1987 года посвятил сфере образования. Более пяти лет трудился в родном Северодвинске в сфере строительства. К моменту переезда в Санкт-Петербург окончил обучение в Карельском педагогическом институте.
В 1992 году поступил в Ленинградский Государственный Университет на экономический факультет, который успешно окончил в 1998 году. С ноября 1994 года работал в строительной сфере Санкт-Петербурга. 12 ноября 1997 года был назначен исполнительным директором ООО «Лидер». 5 октября 2001 года назначен генеральным директором ООО «Лидер СПб». В 2007 году назначен директором ООО «Строй Люкс». В октябре 2010 года принят на должность генерального директора ООО «МСК», но уволился в июле 2011 года. Совладелец одного из крупнейших строительных холдингов России — «Лидер Групп», на счету которого более 8 млн квадратных метров недвижимости.
21 декабря 2011 года Некрасов был избран депутатом Государственной Думы Федерального Собрания Российской Федерации VI созыва, занимал должность заместителя председателя Комитета Государственной Думы по земельным отношениям и строительству. Первый законопроект опубликовал 26 апреля 2012 года. Был одним из инициаторов проекта о поправке к Конституции Российской Федерации «Об Администрации Президента Российской Федерации».
На выборы в депутаты Государственной Думы VII созыва был выдвинут Коммунистической партией Российской Федерации по списку Костромской области. В 2016 году был переизбран на второй срок. Вступил в должность заместителя председателя Комитета Государственной Думы по энергетике.
На выборах губернатора Архангельской области кандидатом Александром Цыбульским был введён в список кандидатов на делегирование в члены Совета Федерации. После победы Цыбульского, 9 октября 2020 года, было принято решение делегировать Александра Некрасова в состав Совета Федерации Федерального Собрания Российской Федерации на срок до 2025 года.
29 января 2025 года Совет Федерации досрочно прекратил полномочия Некрасова на основании его заявления об отставке.

## Личная жизнь
Женат, четверо детей. Увлекается рыбалкой, много читает.

## Законотворческая деятельность
С 2011 по 2019 год, в течение исполнения полномочий депутата Государственной Думы VI и VII созывов, выступил соавтором 25 законодательных инициатив и поправок к проектам федеральных законов.

## Сведения о доходах
В 2018 году жена Некрасова возглавила рейтинг богатейших жён российских чиновников по версии журнала Forbes. Доход супруги депутата за 2017 год составил более 2,32 млрд рублей, в то время как доход самого депутата, задекларированный им составил 29,8 млн рублей.

## Санкции
24 марта 2022 года, на фоне вторжения России на Украину, внесён в санкционный список Канады «соратников режима» за «содействие в нарушения суверенитета и территориальной целостности Украины».
30 сентября 2022 года внесён санкционный список Соединённых Штатов Америки «за аннексию Путиным регионов Украины» и одобрения закона о фейках. Государственный департамент отмечает что сенаторы «проголосовали за одобрение просьбы Путина о вводе войск в Украину, что послужило неоправданным предлогом для полномасштабного вторжения России в Украину».
16 декабря 2022 года, включён в санкционный список Евросоюза, так как «поддерживал и реализовывал действия и политику, которые подрывают территориальную целостность, суверенитет и независимость Украины и ещё больше дестабилизируют Украину».
По аналогичным основаниям, 4 мая 2022 года внесён в санкционные списки Великобритании. Также находится в санкционных списках Швейцарии, Украины, Австралии и Новой Зеландии.